# Sånger vi gärna minns vol.3
Sånger vi gärna minns vol.3 utkom 1980 och är ett album av den kristna gruppen Samuelsons. Albumet innehåller äldre och nyare andliga sånger. "Sånger vi gärna minns vol.3" är det sista albumet där Rolf Samuelson medverkar.

## Låtlista

### Sida 1
1. Herre, led mej dag för dag (3:02)
2. Du må fråga hur jag vet (You may ask me how I know) (His Hand in Mine) (4:10)
3. Snart går än ett år (What's another Year)
4. Morgongryning (3:12)
5. Nu eller aldrig (O, sole mio) (It's Now or Never) (4:58)
6. Var jag går i skogar, berg och dalar (3:55)
7. Flyttfåglarna (4:09)

### Sida 2
1. Låt mig vandra nära dig (Just a Closer Walk with Thee) (3:50)
2. När min resa är slut (3:07)
3. Din Frälsare väntar (4:19)
4. Kom, vi vandrar hand i hand (Lapplandia) (3:28)
5. Varför skola mänskor strida (4:45)
6. Det enda som bär (4:12)